# 사라 드 뉘트
사라 드 뉘트(룩셈부르크어: Sarah De Nutte, 1992년 11월 21일~)는 룩셈부르크의 탁구 선수이다. 

## 선수 경력
2020년 하계 올림픽에 룩셈부르크 국가대표로 참가했으며 2021년 세계 탁구 선수권 대회에서 니샤롄과 함께 여자 복식 동메달을 획득했다. 이 메달은 1995년 이후 여자 복식에서 유럽 선수가 획득한 첫 세계 탁구 선수권 대회 메달이기도 하다.